# Teorema de Gauss-Lucas

Representación gráfica de las raíces de un polinomio (en negro) y de las raíces de su derivada (en rojo), sobre el plano de los números complejos:

En análisis complejo, el teorema de Gauss-Lucas aporta una relación geométrica entre las raíces de un polinomio P y las raíces de su derivada P'. El conjunto de raíces de un polinomio real o complejo es un conjunto de puntos en el plano complejo. El teorema dice que todas las raíces de P' caen en la envoltura convexa de las raíces de P, es decir, el menor de los polígonos convexos que contiene las raíces de P. Cuando P tiene una sola raíz, esta envoltura convexa consiste en un solo punto; y cuando las raíces definen una recta, la envoltura convexa es un segmento de esa recta. El teorema de Gauss-Lucas, nombrado en honor a Carl Friedrich Gauss y Félix Lucas es en esencia similar al teorema de Rolle.

## Teorema
| Si P es un polinomio (no constante) con coeficientes complejos, todos los ceros de P ' pertenecen a la envoltura convexa del conjunto de ceros de P. C. F. Gauss y F. Lucas |

## Casos especiales
Es fácil ver que si P(x) = ax2 + bx + c  es un polinomio de segundo grado, el cero de P '(x) = 2ax + b es la media de los ceros de P. En ese caso, la envoltura convexa es el segmento que tiene las dos raíces como extremos y la media de las raíces es el punto medio del mismo.
Además, si un polinomio de grado n de coeficientes reales tiene n raíces reales distintas {\displaystyle x_{1}<x_{2}<\cdots <x_{n}\,}, se puede ver que, usando el teorema de Rolle, los ceros de la derivada del polinomio se encuentran en el intervalo {\displaystyle [x_{1},x_{n}]\,} que es la envoltura convexa del conjunto de raíces.

## Demostración
Sobre los números complejos, P es un producto de factores primos 
{\displaystyle P(z)=\alpha \prod _{i=1}^{n}(z-a_{i})}
donde los números complejos {\displaystyle a_{1},a_{2},\ldots ,a_{n}} son los ceros – no necesariamente distintos – del polinomio {\displaystyle P}, el número complejo {\displaystyle \alpha } es el coeficiente principal de {\displaystyle P} y {\displaystyle n} es el grado de {\displaystyle P}. Sea {\displaystyle z} un número complejo tal que {\displaystyle P(z)\neq 0}. Entonces se tiene la derivada logarítmica
{\displaystyle {\frac {P^{\prime }(z)}{P(z)}}=\sum _{i=1}^{n}{\frac {1}{z-a_{i}}}.}
En particular, si {\displaystyle z} es un cero de {\displaystyle P'} y aun así {\displaystyle P(z)\neq 0}, entonces
{\displaystyle \sum _{i=1}^{n}{\frac {1}{z-a_{i}}}=0.\ }
o 
{\displaystyle \ \sum _{i=1}^{n}{\frac {{\overline {z}}-{\overline {a_{i}}}}{\vert z-a_{i}\vert ^{2}}}=0.}
Esto también se puede expresar como
{\displaystyle \left(\sum _{i=1}^{n}{\frac {1}{\vert z-a_{i}\vert ^{2}}}\right){\overline {z}}=\sum _{i=1}^{n}{\frac {1}{\vert z-a_{i}\vert ^{2}}}{\overline {a_{i}}}.}
Tomando sus conjugados, se puede observar que z es una suma ponderada con coeficientes positivos que suman uno, o el baricentro, de los números complejos ai (a cada uno de los cuales se le asigna una masa distinta).
Si P(z) = P'(z) = 0, entonces z = 1·z + 0·ai, y sigue siendo una combinación convexa de las raíces de P.